# Étienne-Jules Marey
Étienne-Jules Marey (Beaune, 5 de març del 1830 - París, 15 de maig del 1904) va ser un científic i cronofotògraf francès.
Va néixer a Beaune, França, el 1830. El 1849 va anar a París per matricular-se a la facultat de medicina per estudiar cirurgia i fisiologia. Es va graduar com a metge el 1859, i el 1864 va fundar un petit laboratori a París on va estudiar la circulació de la sang, publicant “Le mouvement dans les fonctions de la vie” el 1868. Des del 1863, Marey va perfeccionar els primers fonaments del seu “mètode gràfic”, que estudiava el moviment utilitzant instruments de registre i gràfics. Amb polígrafs i instruments de registre similars va tenir èxit a analitzar amb diagrames el caminar d'un home i d'un cavall, el vol dels ocells i els insectes. Els resultats –publicats a “La Machine Animale” el 1873– van despertar molt interès i van portar Leland Stanford i Eadweard Muybridge a prosseguir les seves pròpies investigacions, per mitjà de la fotografia, en el moviment dels cavalls.
La seva tasca va ser significant en el desenvolupament de la cardiologia, instrumentació física, aviació, cinematografia i la ciència de la fotografia de laboratori. Està àmpliament considerat com un pioner de la fotografia i una important influència dins la història del cinema.

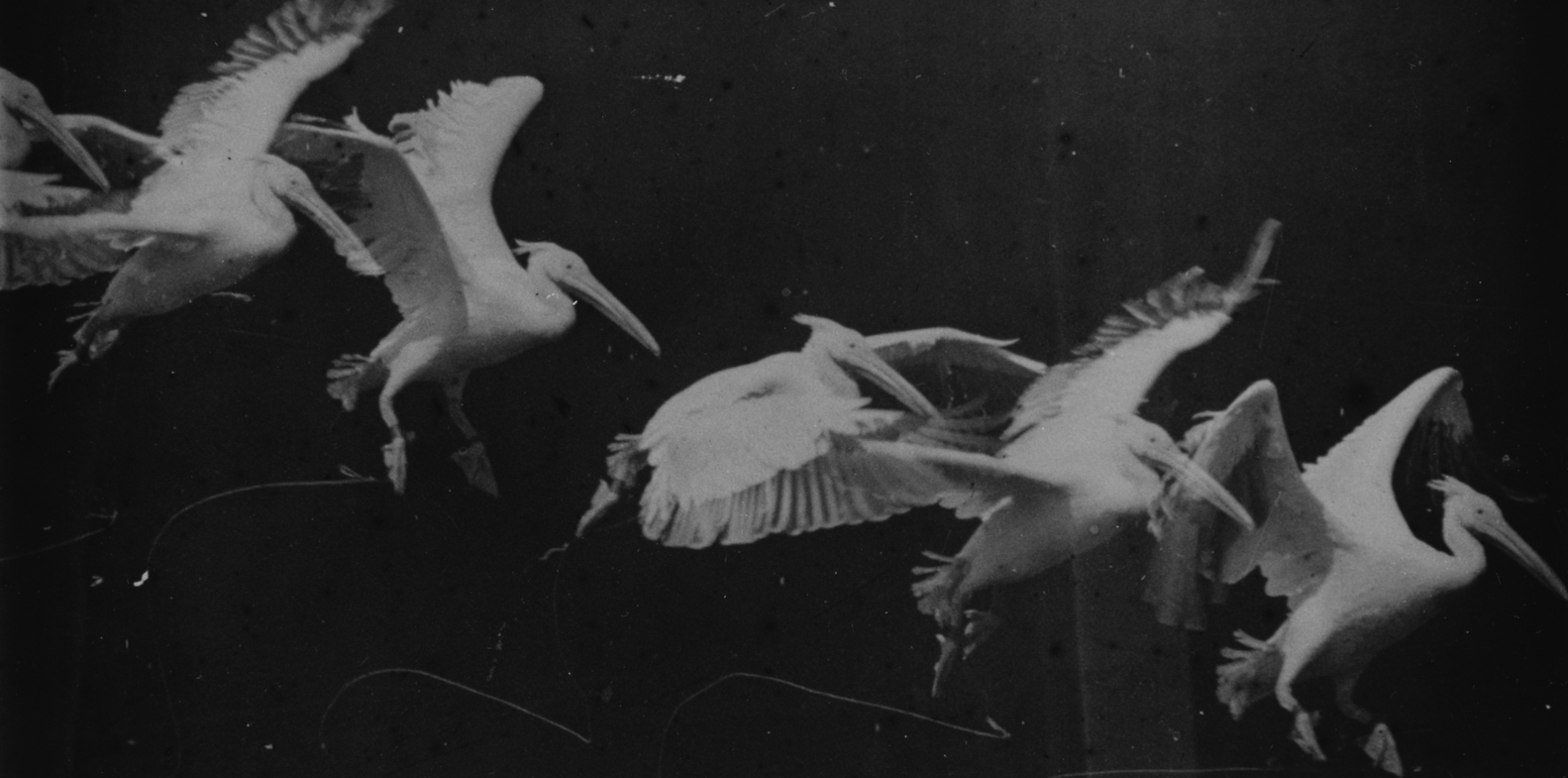
Pelican volador capturat per en Marey vora 1882. Va trobar la manera d'enregistrar diverses fases del moviment en una sola fotografia.

Marey va començar estudiant com la sang circula pel cos. Posteriorment, va passar a estudiar també els batecs del cor, la respiració, els muscles i el moviment del cos. Per a dur a terme els seus experiments va desenvolupar nombrosos instruments per mesurar de forma precisa. Per exemple, va aconseguir vendre un instrument anomenat Sphygmographe per a mesurar el pols. L'any 1869, Marey va construir un insecte artificial molt delicat per mostrar com volen i per demostrar la forma de la figura produïda amb el moviment de les ales. Posteriorment es va interessar pels moviments d'aire i va començar a estudiar animals voladors més grans, com ara ocells. Cap a l'any 1880, va adoptar i més endavant desenvolupar la "fotografia animada" -en col·laboració amb Georges Demeny i Lucien Bull- en un camp singular de la cronofotografia. La seva idea revolucionària consistia a enregistrar diverses fases del moviment en una mateixa superfície fotogràfica. L'any 1890 va publicar un volum substancial anomenat "Le Vol des Oiseaux" ("El vol dels ocells"), àmpliament il·lustrat amb fotografia, dibuixos i diagrames. També va crear escultures molt precises de diferents ocells voladors.
Marey va estudiar altres animals també. Va publicar "La Machine Animale" l'any 1873 (traduït com "Mecanisme d'animals"). El fotògraf anglès Eadweard Muybridge va dur a terme la seva "fotografia d'investigació" a Palo Alto, Califòrnia, per demostrar que en Marey tenia raó quan va escriure que quan un cavall galopa es dona un breu moment en el qual cap de les seves peülles toca el terra. Muybridge va publicar les seves fotografies l'any 1879 i va obtenir certa atenció del públic. A Alemanya el fotògraf Ottomar Anschütz portava a terme investigacions semblants.
Marey esperava fusionar l'anatomia i fisiologia. Per entendre millor les seves imatges cronofotogràfiques, va comparar-les amb imatges d'anatomia, esquelets, articulacions i músculs de la mateixes espècies. Marey va produir una sèrie de dibuixos que mostren el galop d'un cavall, en primer lloc sencer i, a continuació, com un esquelet.

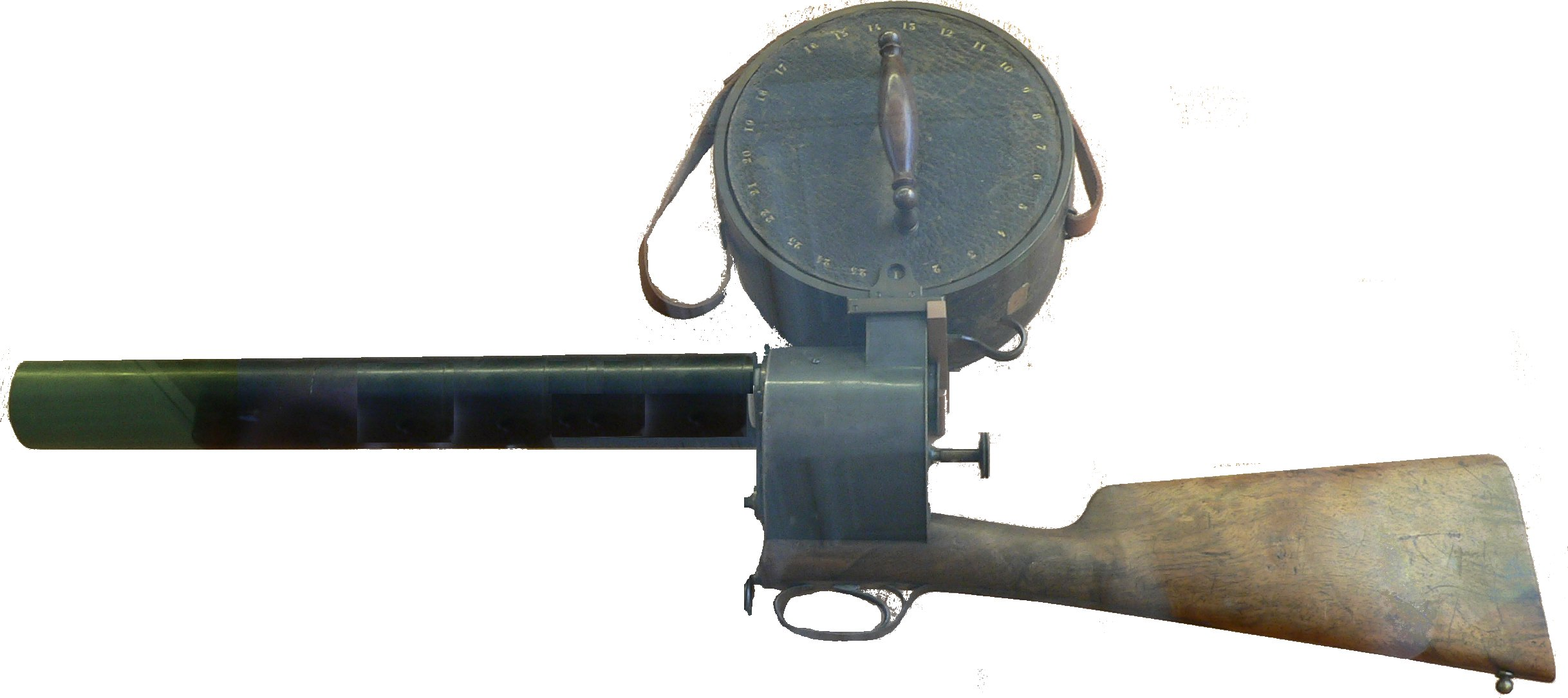
Pistola fotogràfica d'en Marey

La pistola cronofotogràfica de Marey es va fer el 1882. Aquest instrument és capaç de prendre 12 fotografies per segon, i el més interessant és que tots els marcs s'enregistren en el mateix quadre. Fent servir aquestes imatges estudiava cavalls, aus, gossos, ovelles, burros, elefants, peixos, criatures microscòpiques, mol·luscs, insectes, rèptils, etc. Alguns ho anomenaven el "zoològic d'animació" de Marey. Marey també va realitzar el famós estudi sobre els gats que prova que sempre cauen dempeus. Va fer estudis molt similars amb un pollastre i un gos i va trobar que podien fer pràcticament el mateix. Marey va estudiar també la locomoció humana i va publicar un altre llibre, "Le Mouvement", l'any 1894. També va fer pel·lícules, rodades a una velocitat alta (60 imatges per segon) i amb excel·lent qualitat d'imatge: amb la càmera lenta havia arribat a un nivell proper a la perfecció. La seva investigació sobre la forma de capturar i visualitzar les imatges en moviment va ajudar el camp emergent de la cinematografia. Cap al final de la seva vida va tornar a estudiar el moviment de formes abstractes, com la caiguda d'una bola. La seva última gran obra va ser l'observació i fotografia dels traçats del fum. Aquesta investigació va ser finançada en part per Samuel Pierpont Langley, sota els auspicis de la Institució Smithsoniana, després que els dos es reunissin a París a l'Exposició Universal (1900). El 1901 va ser capaç de construir una màquina de fum amb 58 traçats de fum. Es va convertir en un dels primers túnels aerodinàmics de vent.

## El moviment, les imatges i la cronofotografia
Marey deia que: “El lleig seria el desconegut i la veritat fereix les nostres mirades quan la mirem per primera vegada” a partir d'observar les imatges de Muybridge, les quals no mostraven un caràcter versemblant. Per contra, tots els projectes que portà a terme Marey amb el fenakistiscopi intenten recrear la vida i busquen el realisme, ja que la visió de l'inventor era científica. Aquest punt fou important perquè tot el que va extreure de les seves investigacions era útil tant pel món de les ciències, però alhora també ho era pel món artístic.
Per altra banda, Marey creia que l'animal era una màquina, fet que afirmava que l'home també ho era. Segons ell: “Moltes vegades i en totes les èpoques els éssers vius han sigut comparats amb les màquines. Però solament en els nostres dies s'ha pogut comprendre el just que és aquesta comparació”. El materialisme mecanicista va fer que Marey treballés més el tema del moviment, que era la idea que va voler investigar i estudiar sempre: tot allò que produïa moviment, era curiós per ell, com per exemple, la sang. És per això que va desenvolupar una sèrie d'invents per poder capturar, d'alguna manera, aquest moviment.
Segons ell, les fotografies animades mostren coses que el propi ull ja pot veure per si mateix, no hi ha cap il·lusió, cap novetat. El que haurien de poder fer els mètodes científics és millorar el que els sentits perceben i, per tant, la cronofotografia, considerada com el primer aparell de gravació, no pot mostrar exactament la vida tal com és (paraules de Marey).
Un altre dels invents de Marey fou la cronofotografia, la qual permetia fer fotografies del moviment de diferents cossos  gràcies a una placa sensible a  la llum. Es podria dir que a partir d'aquestes tomes del moviment, la idea del cinema es va començar a desenvolupar. Les imatges, però, no mostraven continuïtat, ja que no era el que interessava a l'inventor. Totes aquestes característiques fan que es pugui relacionar el treball dels Germans Lumière amb els de Marey, ja que ells també buscaven la versemblança, el reflectir la realitat, sempre des d'un punt de vista més científic.